# Miyoshiella larvata
Miyoshiella larvata är en svampart som beskrevs av Réblová 1999. Miyoshiella larvata ingår i släktet Miyoshiella och familjen Chaetosphaeriaceae.   Inga underarter finns listade i Catalogue of Life.